# Influência alemã no programa espacial soviético
Durante a Segunda Guerra Mundial, a Alemanha Nazista desenvolveu uma tecnologia de foguetes mais avançada que a dos Aliados e uma corrida começou entre a União Soviética e os Estados Unidos para capturar e explorar a tecnologia. Especialistas em foguetes soviéticos foram enviados à Alemanha em 1945 para obter foguetes V-2 e trabalharam com especialistas alemães na Alemanha e mais tarde na União Soviética para entender e replicar a tecnologia de foguetes. O envolvimento de cientistas e engenheiros alemães foi um catalisador essencial para os primeiros esforços soviéticos. Em 1945 e 1946, o uso da experiência alemã foi inestimável na redução do tempo necessário para dominar as complexidades do foguete V-2, estabelecendo a produção do foguete R-1 e permitindo uma base para desenvolvimentos posteriores. No entanto, depois de 1947, os soviéticos fizeram muito pouco uso de especialistas alemães e sua influência no futuro programa espacial soviético foi marginal.

## Antecedentes

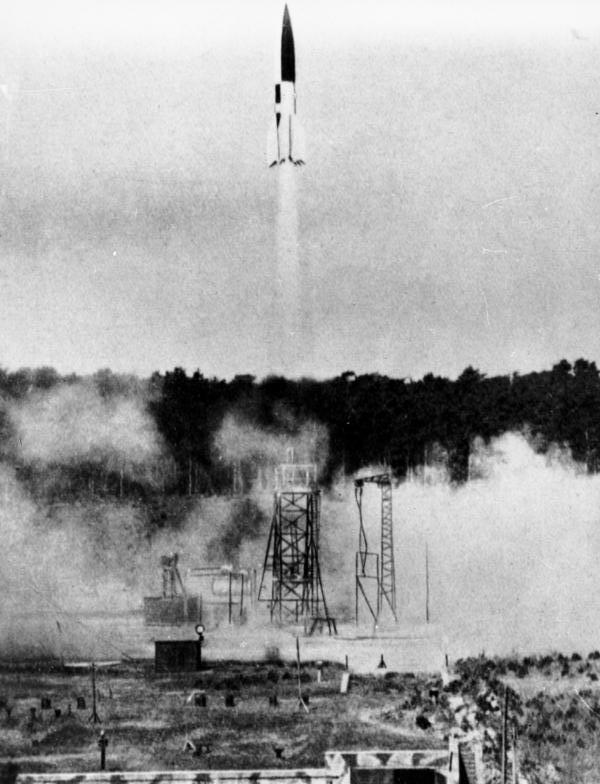
Lançamento de um foguete V-2, de Peenemünde, na costa nordeste
da Alemanha báltica (1943).

Durante a Segunda Guerra Mundial, a Alemanha Nazista desenvolveu os primeiros foguetes de propelente líquido de longo alcance do mundo, conhecidos como V-2, com o nome técnico A4. O míssil foi desenvolvido como uma "arma de vingança" e designado para atacar cidades aliadas como retaliação aos bombardeios aliados contra cidades alemãs. O foguete V-2 também se tornou o primeiro objeto artificial a viajar para o espaço ao cruzar a linha Kármán com o lançamento vertical do MW 18014 em 20 de junho de 1944.
O foguete V-2 era muito mais avançado do que qualquer foguete desenvolvido pelos Aliados. Antes de 1945, o Reino Unido, os Estados Unidos e a União Soviética não haviam desenvolvido um foguete com um impulso superior a 1,5 toneladas métricas, enquanto o impulso do V-2 era de até 27 toneladas métricas. Uma corrida começou entre os Aliados, particularmente os Estados Unidos e os Soviéticos, para adquirir a tecnologia por trás do V-2 e armas similares desenvolvidas pela Alemanha nazista.
No final da Segunda Guerra Mundial, a União Soviética havia sido devastada pela Alemanha Nazista, com 27 milhões de pessoas mortas, 1.700 cidades destruídas e a produção agrícola reduzida a proporções de fome. Na Conferência de Yalta, Winston Churchill, Franklin D. Roosevelt e Joseph Stalin concordaram que as reparações de guerra seriam pagas pela Alemanha Nazista na forma de equipamentos, bens e mão de obra alemã, com Roosevelt e Stalin concordando com um valor de US$ 20 bilhões, com 50 % (US$ 10 bilhões) indo para a União Soviética. A União Soviética, os Estados Unidos e, em menor grau, o Reino Unido e a França, todos empreenderam repatriações "intelectuais" da Alemanha. O desmantelamento da indústria alemã também garantiu o completo desarmamento de seu potencial bélico, conforme acordado na Conferência de Potsdam.

## Desenvolvimento de foguetes soviéticos antes de 1945
Os foguetes começaram a ser lançados na União Soviética em 1921 com um extenso trabalho no Laboratório de Dinâmica de Gases (GDL), que se fundiu com o Grupo para o Estudo de Propulsão Reativa (GIRD), liderado por Sergei Koroliov, em 1933 para formar o Instituto de Pesquisa Científica Reativa (RNII). Este laboratório bem financiado e equipado criou o lançador de foguetes Katyusha e construiu mais de 100 motores de foguetes experimentais sob a direção de Valentin Glushko. O trabalho de design incluiu resfriamento regenerativo, ignição de propelente hipergólico e injetores de combustível por mistura de turbilhão e bipropelente. Durante a década de 1930, a tecnologia de foguetes soviética era comparável à da Alemanha, mas o Grande Expurgo de Joseph Stalin prejudicou severamente seu progresso, com Korolev, Glushko e muitos outros engenheiros importantes presos no Gulag.
A União Soviética foi informada pela primeira vez do programa de foguetes da Alemanha Nazista em julho de 1944 por Churchill, que apelou diretamente a Stalin para inspecionar uma estação de teste de mísseis em Dębica, na Polônia, que estava prestes a ser invadida pelo avanço das forças soviéticas. Funcionários britânicos e soviéticos inspecionaram o local e recuperaram peças do míssil A-4, que foram enviadas para Londres via Moscou. Enquanto em Moscou, as peças foram inspecionadas por vários membros do escritório soviético de projetos de foguetes RNII.

## Trabalho na Alemanha

### Instituto Rabe e Instituto Nordhausen
No início de 1945, uma equipe de especialistas em foguetes soviéticos foi enviada à Alemanha para identificar e recuperar a tecnologia alemã de foguetes. A primeira equipe soviética a chegar a Nordhausen, o principal centro de produção do V-2, ficou desapontada, as equipes dos Estados Unidos já haviam removido aproximadamente 100 mísseis V-2 completos e destruído o que restava. Além disso, a maioria dos engenheiros de foguetes alemães se rendeu aos Estados Unidos, levando com eles uma grande quantidade de documentos relacionados à tecnologia de foguetes.
As equipes de busca soviéticas localizaram peças do V-2 em Nordhausen, Lehesten (local de teste para motores de foguetes) e outros locais na área da Turíngia. Portanto, um grupo de pesquisa de mísseis soviético baseado em Bleicherode foi criado em julho de 1945 liderado por Boris Chertok e chamado Instituto RABE que recrutou e empregou especialistas em foguetes alemães para trabalhar com engenheiros soviéticos para restaurar um sistema de controle de vôo de foguete V-2 em funcionamento. O Instituto RABE também foi criado com o objetivo de resgatar especialistas em foguetes alemães da zona de ocupação dos Estados Unidos. Como um sucesso inicial em agosto de 1945, Chertok recrutou Helmut Gröttrup (o vice para o sistema elétrico e controle de mísseis em Peenemünde, também assistente de Ernst Steinhoff) do território americano, junto com sua família, e ofereceu-lhe a fundação do "Büro Gröttrup" em paralelo ao Instituto RABE.
Em fevereiro de 1946, o Instituto RABE e o Büro Gröttrup foram absorvidos pelo maior "Instituto Nordhausen", que tinha o objetivo de recriar todo o foguete alemão A-4. Era comandado por Korolev como engenheiro-chefe e Gröttrup como chefe alemão. Em maio de 1946, o Institute Nordhausen, o "Instituto Berlin" (reconstruindo o míssil Wasserfall) e vários locais de fabricação na Turíngia (até 1945 parte do fornecimento da Mittelwerk) foram combinados na Zentralwerke. Em outubro de 1946, a Zentralwerke empregava 733 especialistas soviéticos e entre 5.000 e 7.000 alemães, incluindo Korolev como engenheiro-chefe, Glushko como chefe da montagem de motores e sistemas de propulsão e Gröttrup como diretor geral.

### Operação Osoaviakhim
Em 13 de maio de 1946, o decreto do Conselho de Ministros da URSS nº 1017-419 'Questões sobre armamentos reativos' foi assinado por Stalin, que estabeleceu a futura estratégia e direção para os foguetes soviéticos. Entre os requisitos detalhados estava que o trabalho na Alemanha terminaria no final de 1946 com o pessoal soviético e alemão transferido para locais soviéticos. Portanto, os cientistas e engenheiros de foguetes alemães mais capazes foram identificados e, em 22 de outubro, 152 funcionários e suas famílias (um total de 495 pessoas) foram deportados para a União Soviética como parte da Operação Osoaviakhim junto com mais de 2.000 outros especialistas alemães. Segundo outra fonte, 2.552 especialistas alemães junto com 4.008 familiares foram "realocados" para a URSS, 302 deles com conhecimento em foguetes, sendo 198 da Zentralwerke.

## Trabalho na URSS

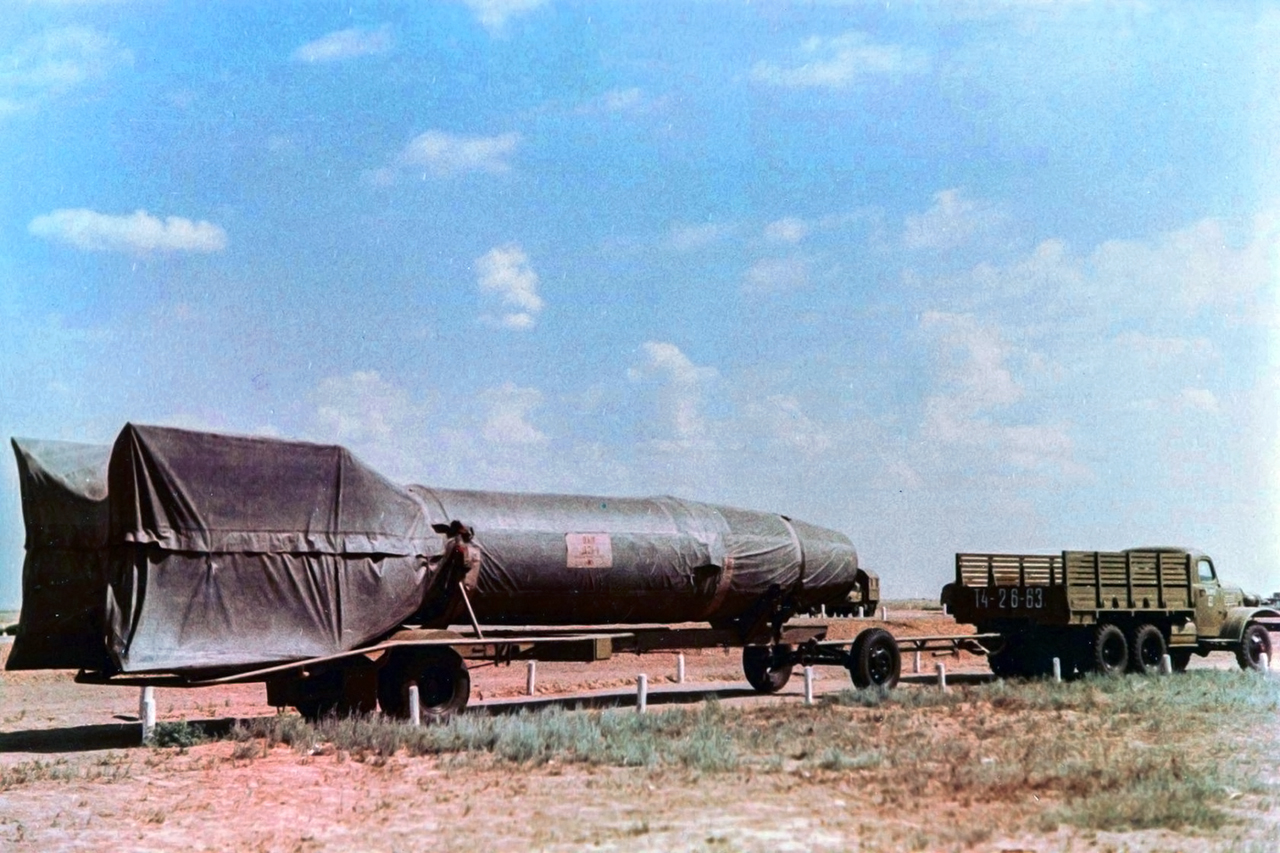
Um míssil R-1 soviético em um transportador "Vidal" (1948).

Na chegada, os 302 alemães foram divididos em vários grupos. Um grande grupo de 99 especialistas da Zentralwerke foi instalado em Podlipki, na seção nordeste de Moscou, como parte do NII-88 de Korolev, 76 engenheiros de projeto foram transferidos para a ilha de Gorodomlya e 23 especialistas para Khimki como parte do OKB-456 de Glushko para o desenvolvimento de motores de foguete. O trabalho inicial incluiu:
- Consultas para emissão de um conjunto de documentação de foguete A4 em russo,
- Compilar diagramas dos laboratórios de pesquisa de mísseis guiados A4 e superfície-ar,
- Estudos de questões relacionadas ao aumento do motor de foguete A4,
- Desenvolvimento do projeto de um motor com empuxo de 100 toneladas, e
- Preparação para montar foguetes feitos de peças alemãs e equipados com equipamentos no Instituto Nordhausen.

O ministério da produção de telecomunicações designou outro grupo de 43 cientistas alemães para auxiliar o NII-885 sob o comando de Nikolai Piliugin no desenvolvimento de sistemas de controle de orientação giroscópica.
Enquanto alocados na União Soviética, os especialistas alemães recebiam salários razoavelmente altos e boas condições, que se baseavam principalmente em suas qualificações. Por exemplo, Gröttrup recebia 4.500 rublos por mês e sua família foi alojada em uma residência de seis cômodos e provida de um veículo com motorista. O salário mínimo recebido por um especialista alemão era de 4.000 rublos por mês, além de todos os alemães terem direito a bônus de desempenho. Como comparação, Chertok, o ex-chefe do Instituto Rabe e agora vice-chefe de engenharia e chefe do departamento de sistemas de orientação, que agora também supervisionava os especialistas alemães que trabalhavam em sistemas de controle, recebia um salário de 3.000 rublos por mês e sua família morava em dois cômodos de um apartamento de quatro cômodos dividido com outra família.

Desenho do míssil soviético R-1, código da OTAN SS-1 Scunner.

Os primeiros testes soviéticos de foguetes V-2 ocorreram em outubro de 1947 em Kapustin Yar. Treze engenheiros alemães participaram dos testes, entre eles Helmut Gröttrup, Johannes Hoch, Kurt Magnus, Fritz Viebach, Hans Vilter, Waldemar Wolff. Os dois primeiros foguetes foram lançados com sucesso e voaram por aproximadamente 200 km, porém desviaram 30 km e 180 km do alvo pretendido. Os especialistas alemães Magnus e Hoch foram fundamentais para resolver o problema, que era um problema existente com os foguetes V-2 recuperados da Alemanha. Por resolver o problema, todos os especialistas alemães foram recompensados com um grande bônus de 15.000 rublos.
Em junho de 1947, a equipe alemã do NII-88, liderada por Gröttrup, propôs o desenvolvimento de uma cópia melhorada do V-2, que ele chamou de G-1 (chamado de R-10 em termos soviéticos). Este plano, embora apoiado pela alta administração soviética, foi contestado por engenheiros soviéticos, particularmente por Korolev, que agora era o projetista-chefe de mísseis balísticos de longo alcance. Korolev havia simultaneamente e independentemente começado a trabalhar em uma cópia soviética melhorada do V-2, que foi designada R-2. Korolev também se opôs ao uso de especialistas alemães por motivos pessoais e basicamente ignorou suas sugestões e conselhos.
Glushko, que agora era o designer-chefe de motores de foguete de combustível líquido no OKB-456, utilizou a experiência alemã para dominar e melhorar o motor V-2 existente, chamado internamente de RD-100 (cópia do V-2) e RD-101 (usado para R-1) com empuxo de até 267 kN. Outras ideias alemãs para aumentar o empuxo ajudaram Glusko a desenvolver o RD-103 para o R-5 Pobeda com um empuxo de 432 kN (500 toneladas) e maior eficiência. No entanto, uma vez que isso foi feito, Glushko não precisava mais de seus conhecimentos. Devido a preocupações políticas e de segurança, os especialistas alemães não tiveram acesso ou conhecimento de qualquer projeto de míssil soviético. Portanto, uma vez que os soviéticos dominaram a compreensão e a produção do foguete V-2 em 1946-47, todos os especialistas alemães foram excluídos dos desenvolvimentos soviéticos. Seu trabalho foi conduzido de forma independente, incluindo o trabalho no G-1, que prosseguiu como um "plano preliminar".
Até o início de 1948, todos os especialistas alemães que trabalhavam em Podlipki foram transferidos para a Ilha Gorodomlya. Em setembro de 1948, voos de teste do R-1 foram realizados, a cópia soviética do foguete V-2, construído com materiais locais. Nenhum pessoal alemão esteve presente para esses testes em Kapustin Yar.
Em dezembro de 1948, foi revisado o plano atualizado do foguete G-1, que a equipe alemã melhorou em alcance e precisão. No entanto, o trabalho principal no G-1 foi encerrado pela alta administração soviética. Vários outros estudos foram realizados pelos especialistas alemães entre 1948 e 1950, incluindo o G-1M, G-2, G-3, G-4 e G-5. Em outubro de 1949, Korolev e Dmitry Ustinov, o então ministro soviético de Armamentos, visitaram a filial da NII-88 em Gorodomlya para reunir e compreender o conhecimento alemão o máximo possível para impulsionar o desenvolvimento dos mísseis de médio alcance R-3 e R-5 Pobeda. O conceito do G-4 visava construir um míssil balístico de longo alcance, de 3.000 km e uma carga útil de 3 toneladas. O esquema de design recém-desenvolvido mostrou uma série de mudanças em comparação com o V-2 e, portanto, diferia fundamentalmente dos foguetes fabricados anteriormente na URSS. A forma recém-escolhida de um cone circular destinava-se a garantir maior estabilidade aerodinâmica, de modo que as superfícies de estabilização na parte traseira pudessem ser dispensadas. O controle de posição foi realizado por um motor giratório. Ao mesmo tempo, os projetistas alemães prestaram atenção à simplificação radical do sistema geral e à economia de peso consistente para alcançar a confiabilidade e o alcance necessários.
Os estudos posteriores de 1950 limitaram-se a projetos iniciais, incluindo diagramas e cálculos. Nenhum desses estudos foi oficialmente aceito pelos soviéticos. Desde o início de 1951, jovens engenheiros soviéticos foram enviados para a Ilha Gorodomlya para fins de treinamento. A essa altura, a maioria dos especialistas alemães passava o tempo praticando esportes, jardinagem ou lendo.

### Retorno à Alemanha
Em agosto de 1950, o governo soviético decidiu enviar os alemães que trabalhavam para o NII-88 para casa, o que ocorreu em três ondas em dezembro de 1951, junho de 1952 e o último grupo de oito, incluindo Gröttrup, partiu em novembro de 1953. No final de 1950 um pequeno número de alemães (entre eles Johannes Hoch) foi transferido para Moscou e trabalhou em atividades de mísseis terra-ar.

## Análise histórica
Os historiadores discordaram sobre até que ponto a Alemanha nazista jogou com o desenvolvimento do programa de foguetes soviético. Chertok, que participou dos eventos e documentou os detalhes em seu gigantesco "Rockets and People" em 4 volumes, disse que os alemães tiveram pouca influência e o foguete R-7 que impulsionou o Sputnik 1 para a órbita estava "livre das marcas de nascença da tecnologia do foguete alemão". Essa visão é apoiada pelo historiador alemão de foguetes Willey Ley, que escreveu "Na realidade, os alemães não construíram nada para os russos, não supervisionaram os disparos e não introduziram inovações.
Outros historiadores, particularmente os alemães, afirmaram que os especialistas alemães tiveram uma grande influência nos foguetes soviéticos. Em particular, o Dr. Olaf Przybilski apontou semelhanças entre os foguetes soviéticos posteriores e os estudos realizados por especialistas alemães, no entanto, essas alegações carecem de evidências convincentes.
Asif Siddiqi, cujo livro épico "Challenge to Apollo: the Soviet Union and the space race, 1945-1974" foi classificado pelo "The Wall Street Journal" como um dos melhores trabalhos sobre exploração espacial, adota uma abordagem mais equilibrada ao reconhecer que a tecnologia de foguetes da Alemanha Nazista e o envolvimento de cientistas e engenheiros alemães foram um catalisador essencial para os primeiros esforços soviéticos. Em 1945 e 1946, o uso da experiência alemã foi inestimável na redução do tempo necessário para dominar as complexidades do V-2, estabelecendo a produção do foguete R-1 e permitindo uma base para desenvolvimentos posteriores. No entanto, devido a uma combinação de razões, incluindo requisitos de sigilo devido à natureza militar do trabalho, considerações políticas e razões pessoais de alguns atores-chave, a partir de 1947 os soviéticos fizeram muito pouco uso de especialistas alemães. Eles foram efetivamente excluídos da pesquisa em andamento e sua influência no futuro programa espacial soviético foi marginal. Siddiqi também observou um relatório da CIA, que resumiu a contribuição total da Alemanha da seguinte forma:

Os cientistas alemães fizeram uma contribuição muito valiosa para o programa de mísseis soviéticos[;] no entanto, não se pode dizer que sem os alemães a União Soviética não teria um programa de mísseis significativo... sucesso em tempo de guerra com mísseis guiados para fazer com que Stalin e seus colegas dedicassem apoio em larga escala ao esforço soviético neste campo. Uma vez que esse apoio veio, o uso de cientistas alemães permitiu que os soviéticos alcançassem resultados em um tempo muito mais curto do que seria os levaram junto, mas não há razão para acreditar que os soviéticos não poderiam ter feito o trabalho sozinhos.